# 金澤八景站
金澤八景站（日语：／ Kanazawa-Hakkei eki */?）位於日本神奈川縣橫濱市金澤區瀨戶，是京濱急行電鐵、橫濱海岸線的鐵路車站。站名以鄰近的名勝地金澤八景而命名。京急的關係者與當地居民之間則稱之為「八景」。

## 年表
- 1930年（昭和5年）4月1日 - 湘南電氣鐵道（現京急本線）車站啟用。
- 1941年（昭和16年）11月1日 - 湘南電氣鐵道與京濱電氣鐵道合併，本站成為京濱電氣鐵道車站。
- 1942年（昭和17年）5月1日 - 京濱電氣鐵道併入東京橫濱電鐵。本站成為東京急行電鐵（大東急）車站。
- 1948年（昭和23年）6月1日 - 京濱急行電鐵成立，本站成為京濱急行電鐵車站。
- 1989年（平成元年）7月5日 - 橫濱新都市交通（現在的橫濱海岸線）車站啟用。
- 1999年（平成11年）7月31日 - 京急線改點，廢止京急蒲田 - 新逗子間的急行。
- 2008年（平成20年）12月22日 - 京急導入進站音樂。
- 2010年（平成22年）5月16日 - 京急線改點，本站成為快特、京急翼號與新設的機場急行停靠站[1]。
- 2019年（平成31年）3月31日 - 橫濱海岸線路線延伸完工，新站房落成啟用。

## 車站結構

### 京濱急行電鐵
島式月台2面4線的地面車站，車站編號是KK50。位於傾斜地上，閘口位於月台之下。上行月台在2006年（平成18年）3月上旬設置升降機，下行月台則在同年3月下旬設置。
過去，站內只有僅顯示逗子線列車停靠月台的翻轉式列車資訊看板，列車通過時也只有鈴聲警告，直至2007年（平成19年）4月起，導入列車進站音樂『六個蘭德勒舞曲』（6つのレントラー舞曲，2008年12月起改為 《道路》），並將資訊看板更新成京三製的LED式列車資訊顯示器。
當往新逗子列車的發車月台不同時，列車資訊顯示器會以跑馬燈顯示，早晨、深夜往新逗子列車在4號線發車時，發車月台部分會以閃爍表示。午間時段，顯示器上的跑馬燈幾乎只顯示往新逗子的發車資訊。列車資訊顯示器更新後，也會顯示本線系統的列車發車資訊。
與京急線其他車站相同，即將發車時會以閃爍表示。
全月台皆有發車鈴與蜂鳴器。1、2號線下行列車與4號線往新逗子列車使用發車鈴，3、4號線上行列車使用蜂鳴器。1、2號線下行列車鈴聲依目的地有所不同，往橫須賀方向時會使用1號線的電子電鈴裝置。往新逗子時會使用2號線的電子電鈴裝置。4號線發往新逗子時，使用與京急川崎站下行月台一樣音程的電子電鈴裝置。上行列車依據月台分別，3號線發車使用低音蜂鳴器，4號線發車使用高音蜂鳴器。
2008年（平成20年）8月，月台進行改良工程，拆除很少使用的輪椅升降裝置。
本站與鄰站金澤文庫站之間是京急唯一的複複線區間。往追濱方向可見本線與逗子線平面交會。4號線還附設JR東日本旗下綜合車輛製作所橫濱事業所至橫須賀線逗子站的窄軌回送線，供新造鐵路車輛出廠使用，為雙軌距鐵路。
4號線浦賀側有湘南電氣鐵道開業以來使用的瀨戶變電所建物。

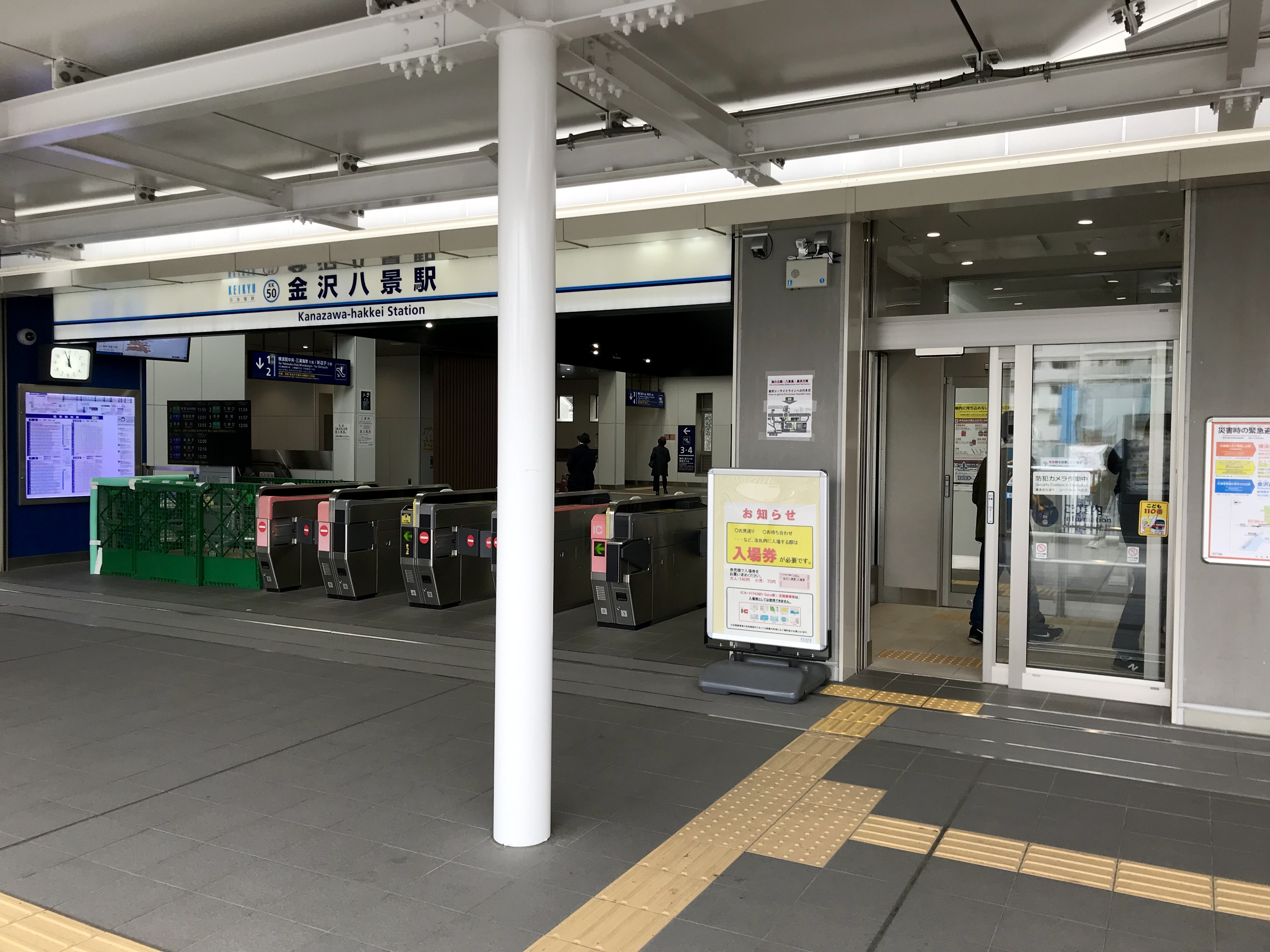
驗票口（2019年3月）
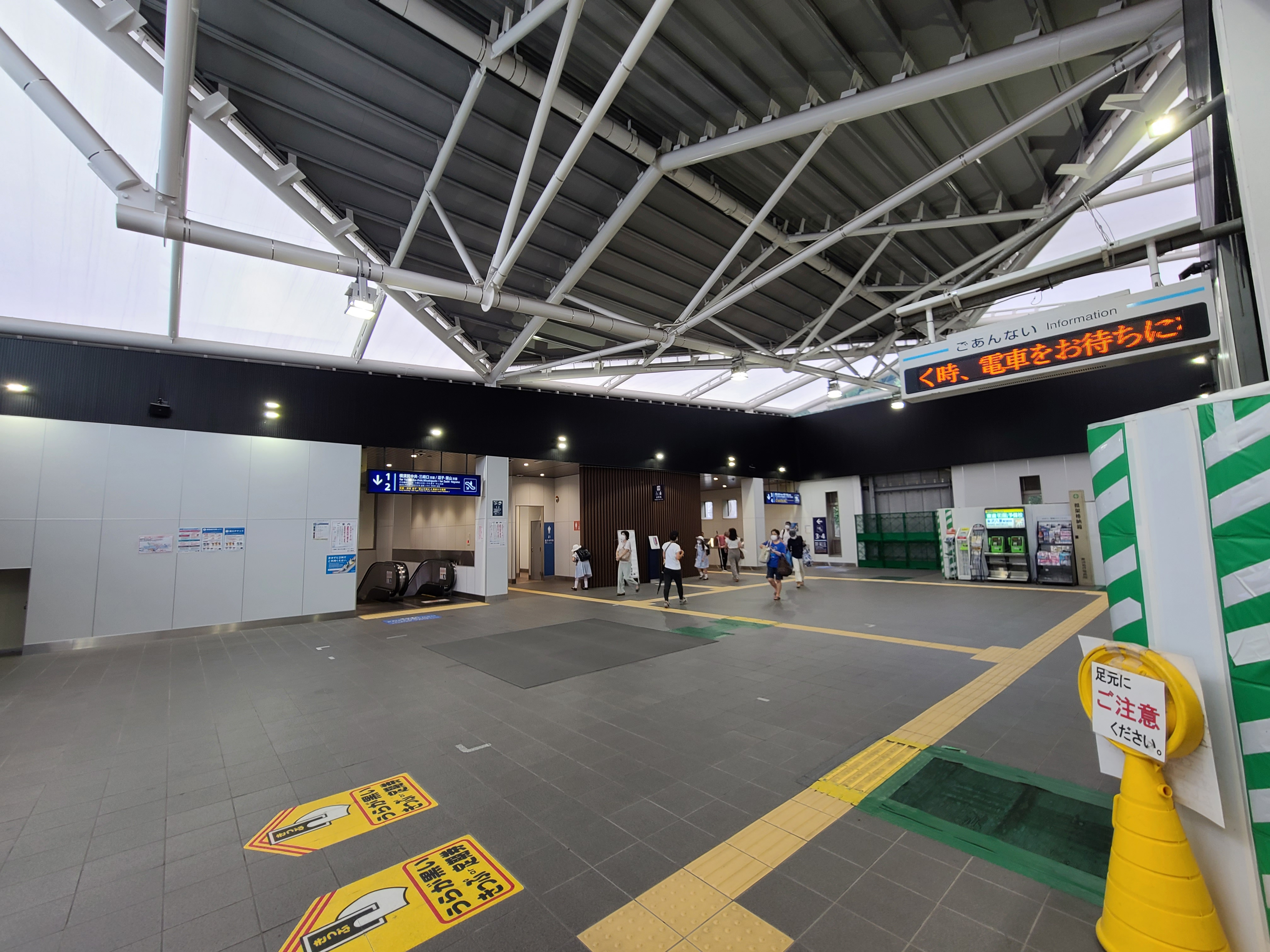
車站內部（2020年7月）
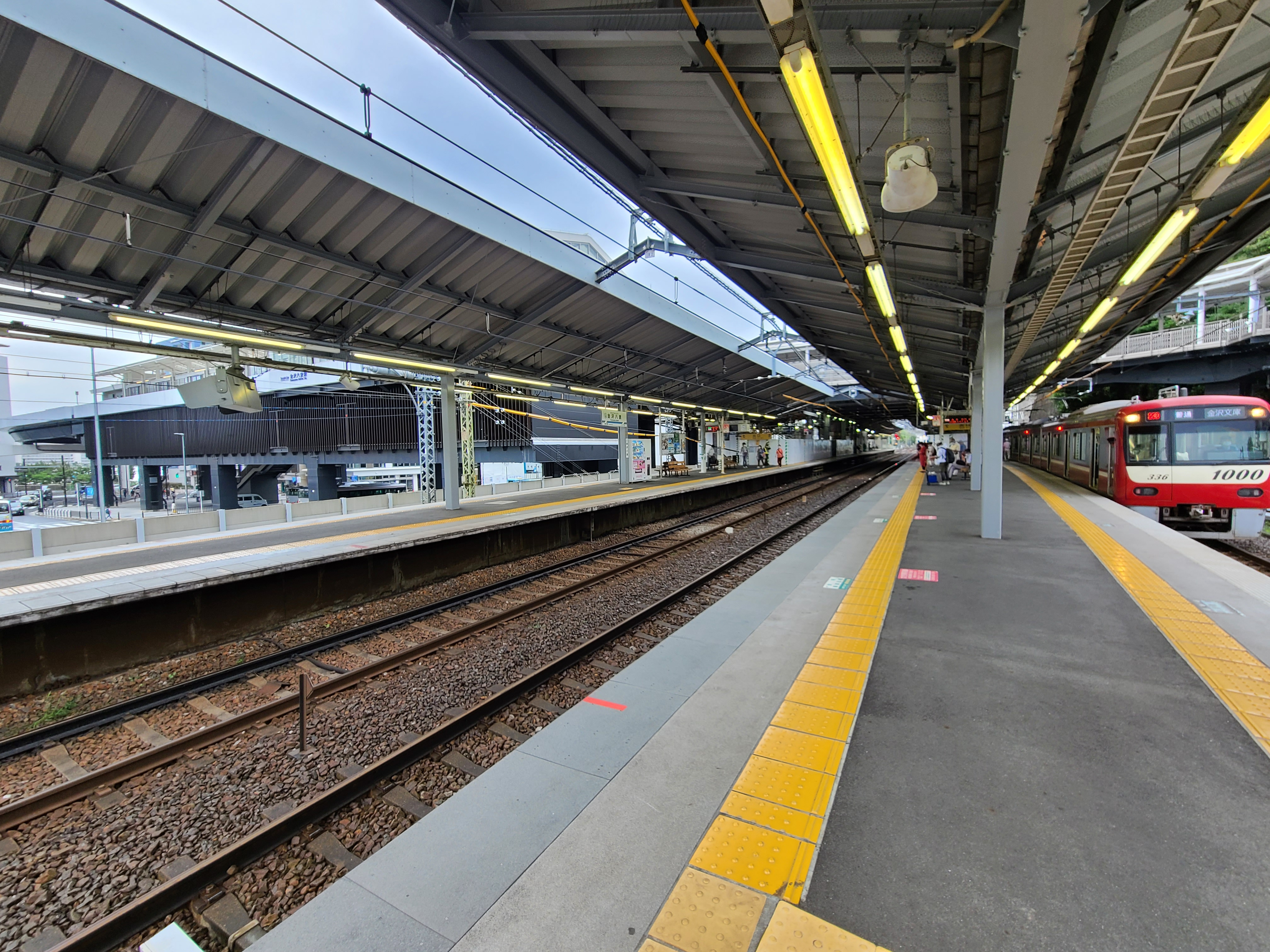
月台（2020年7月）
Wing kitchen（2020年7月28日）
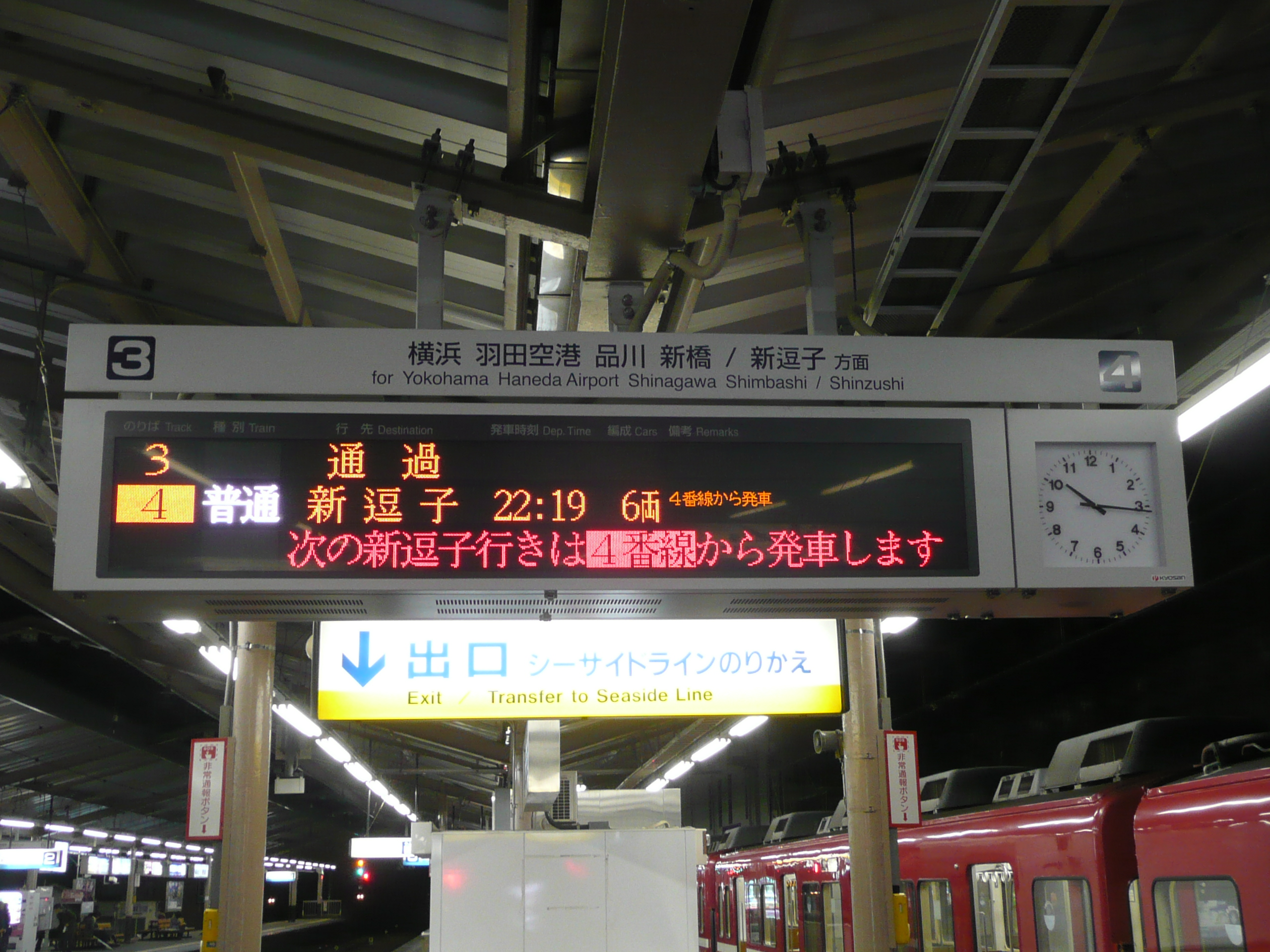
3、4號線月台的列車資訊顯示器（2008年3月） 早晨、深夜往新逗子列車在4號線發車，因此以閃爍表示。
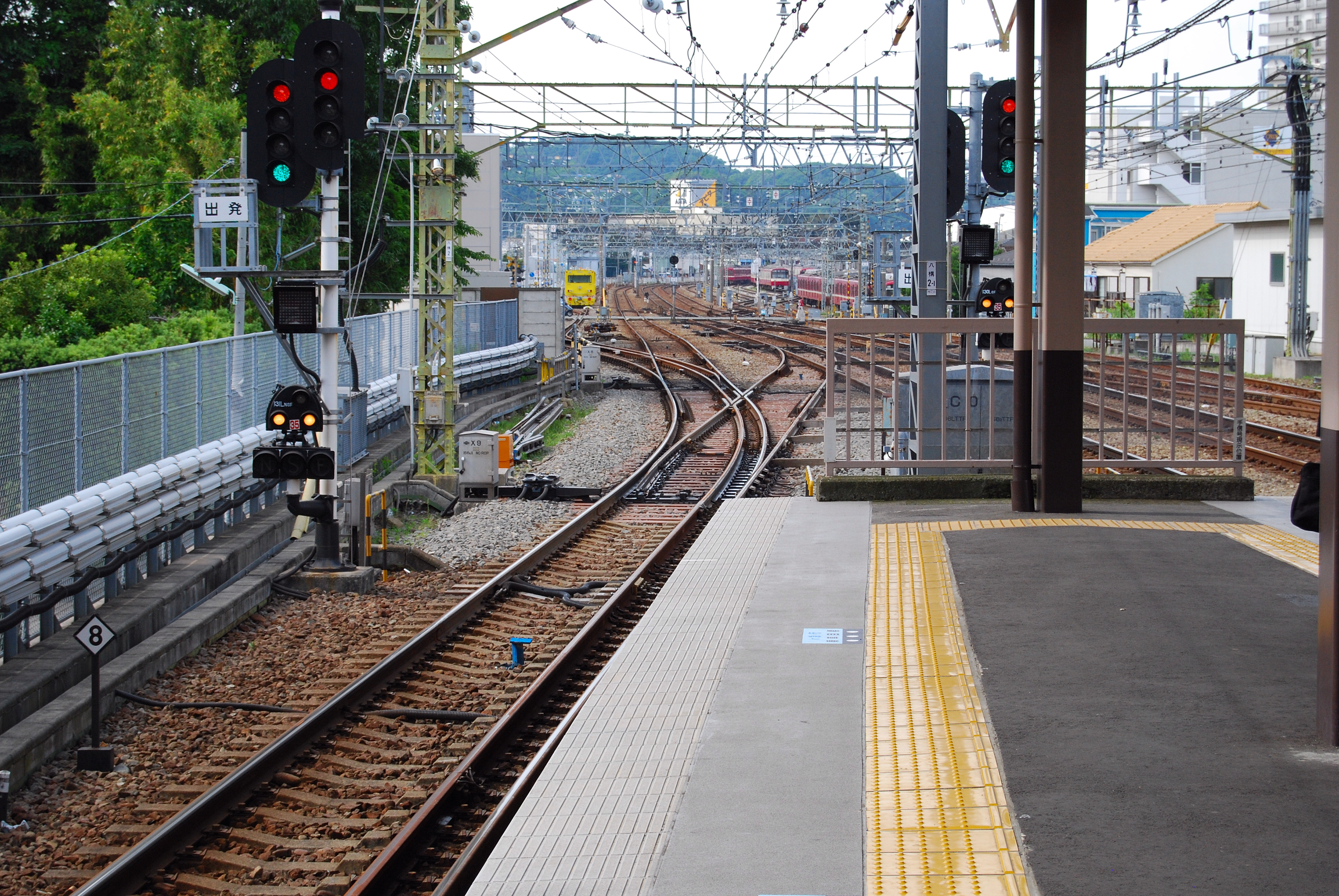
站內品川方向延伸至綜合車輛製作所橫濱事業所的雙軌距
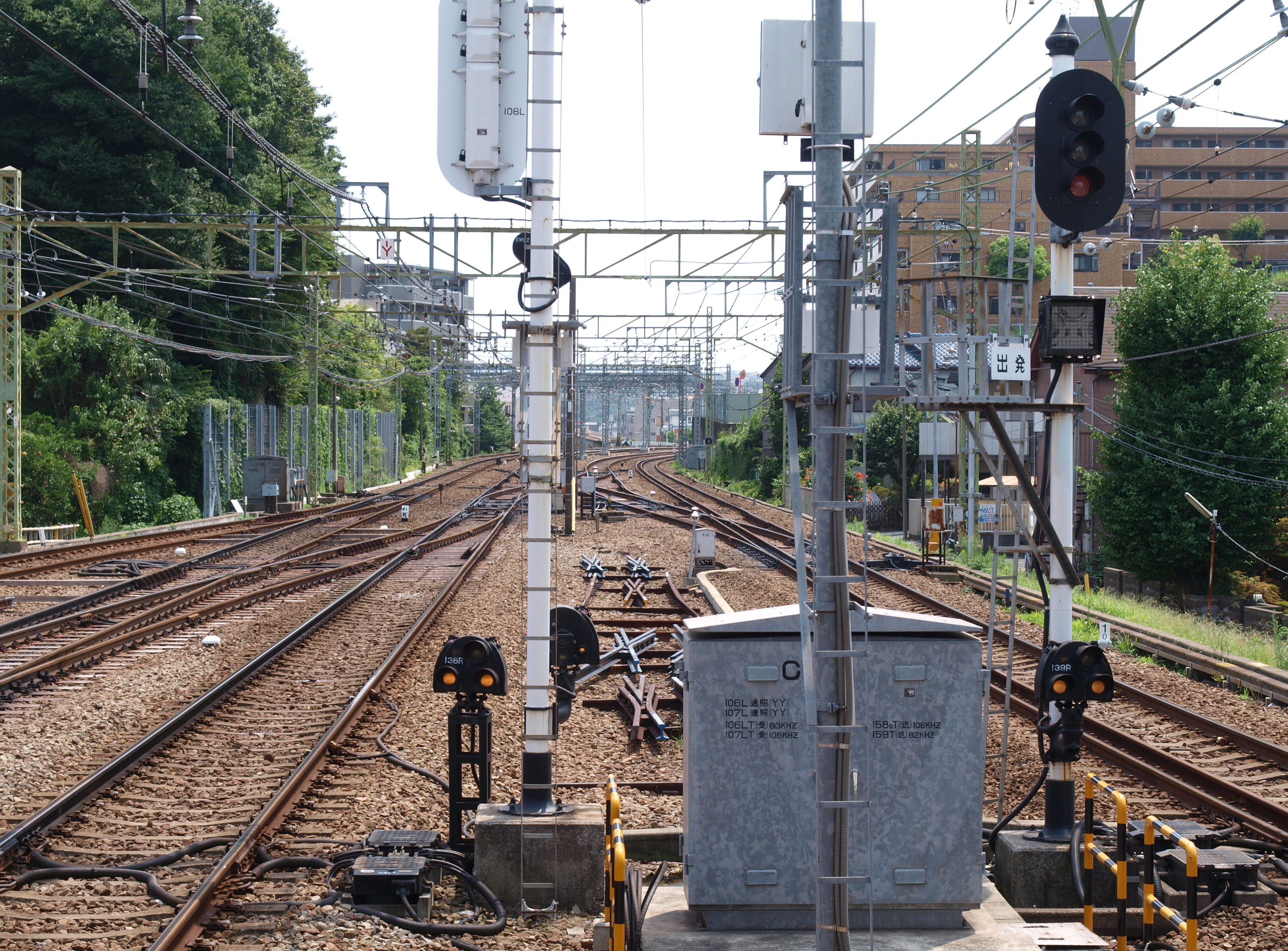
本站南側的配線。正面後側是本線，右側是逗子線分岐（2010年8月）

#### 月台配置
| 月台   | 路線 | 方向          | 目的地                                     |
| ------ | ---- | ------------- | ------------------------------------------ |
| 1、2   | 本線 | 下行          | 橫須賀中央、京急久里濱、浦賀、三浦海岸方向 |
| 2      | 本線 |               | 橫須賀中央、京急久里濱、浦賀、三浦海岸方向 |
| 逗子線 | -    | 逗子·葉山方向 |                                            |
| 3、4   | 本線 | 上行          | 橫濱、羽田機場、品川、新橋方向             |
| 4      | 本線 |               | 橫濱、羽田機場、品川、新橋方向             |
| 逗子線 | -    | 新逗子方向    |                                            |

由於1號月台無法進入逗子線，因此往逗子線的列車原則上從2號月台發車。早晨、深夜時段的逗子線列車會在本站折返，大部分列車會在4號月台發車。本線下行列車的發車月台會受到金澤文庫站的發車月台影響。下行本線特急列車基本上從2號月台發車，若要與2號月台的往新逗子列車接續時，則會改在1號月台發車。另外，往新逗子列車在4號月台發車時，本線下行列車都在2號月台發車。早晨、深夜4號月台出發往新逗子的列車，會與本線列車進行接續。
金澤文庫站起訖的逗子線直通普通列車，有部分班次會與本線普通接續，可見到普通超車普通的狀況。
平日早晨尖峰時刻轉乘人潮眾多，為舒緩人潮，上行特急列車會在同時段先行至京急富岡的普通列車發車後再開車門載客。另外，若是午間時段快特誤點使得逗子線發車的普通電車先進站時，後者會等前者發車後再開車門。
上行電車原則上本線發車列車在3號月台、逗子線列車在4號月台發車，但是平日早晨有部分特急在4號月台發車。

#### 進站音樂
2008年（平成20年）12月22日，本站採用EXILE樂曲《道路》作為進站音樂。這是由於本站是EXILE團長HIRO母校橫濱市立金澤高等學校最近的車站，因此選擇了該團體以「畢業」為主題的這首樂曲。

### 橫濱海岸線
島式月台1面2線的高架車站。車站編號是14。雖有延伸至京急的金澤八景站的計劃，但因車站周邊再開發大幅延遲，使得本站在1989年開業時仍是臨時站房，步行至京急的車站須3至5分鐘。因此，海岸線雖然全線複線，站單線，另一側成為月台用地。
2004年（平成16年）3月30日，車站至行人天橋的電梯啟用。
2011年起加入「關東學院大學前」的副站名。
2010年（平成22年）9月 ，「金澤八景站東口地區土地區劃整理事業」具體計畫完成，預計2019年度往西延伸150公尺至京急線的車站，以便於乘客轉乘。已於2019年3月31日完成延伸工程並啟用新站房。

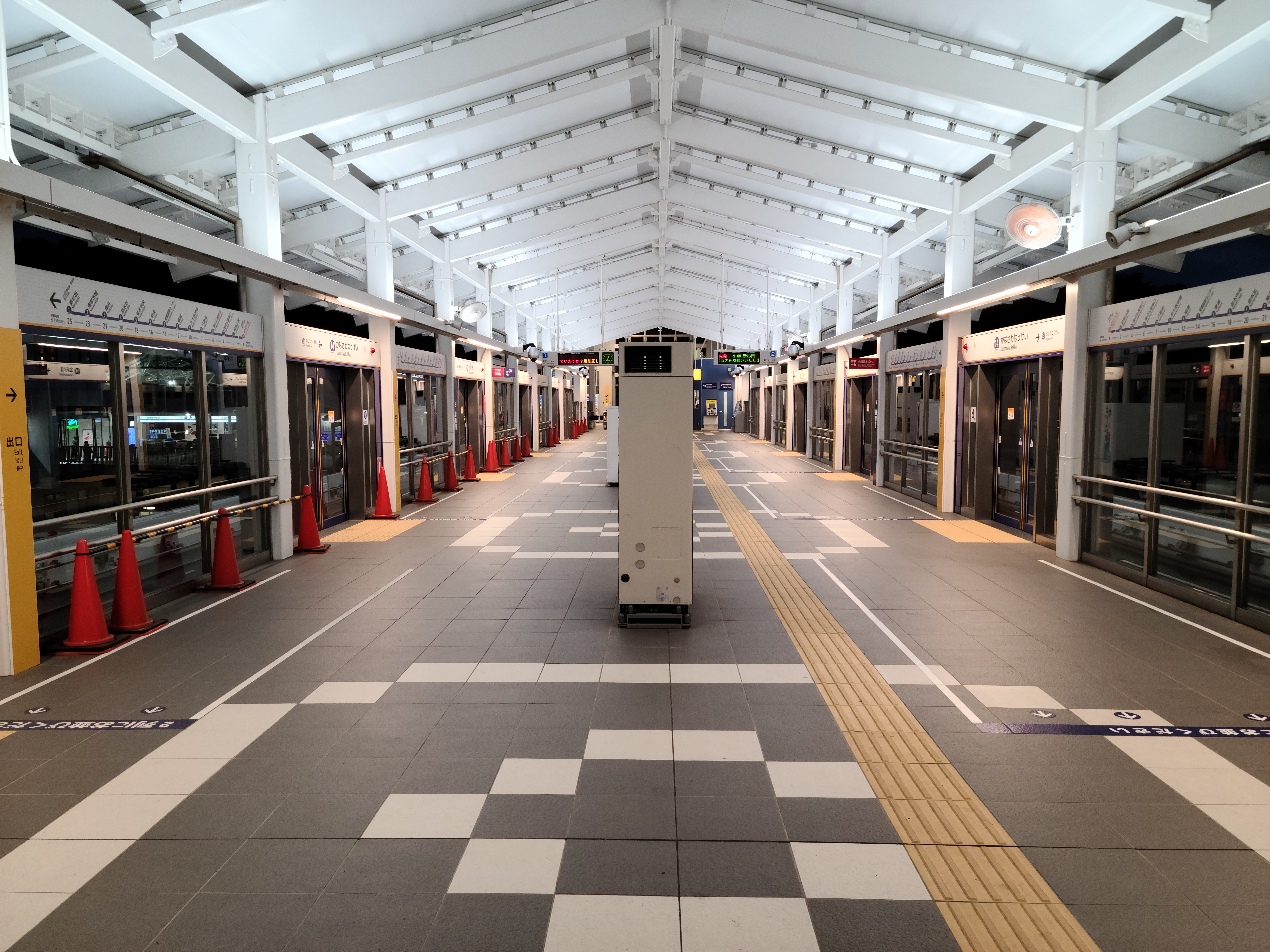
月台（2020年8月2日）
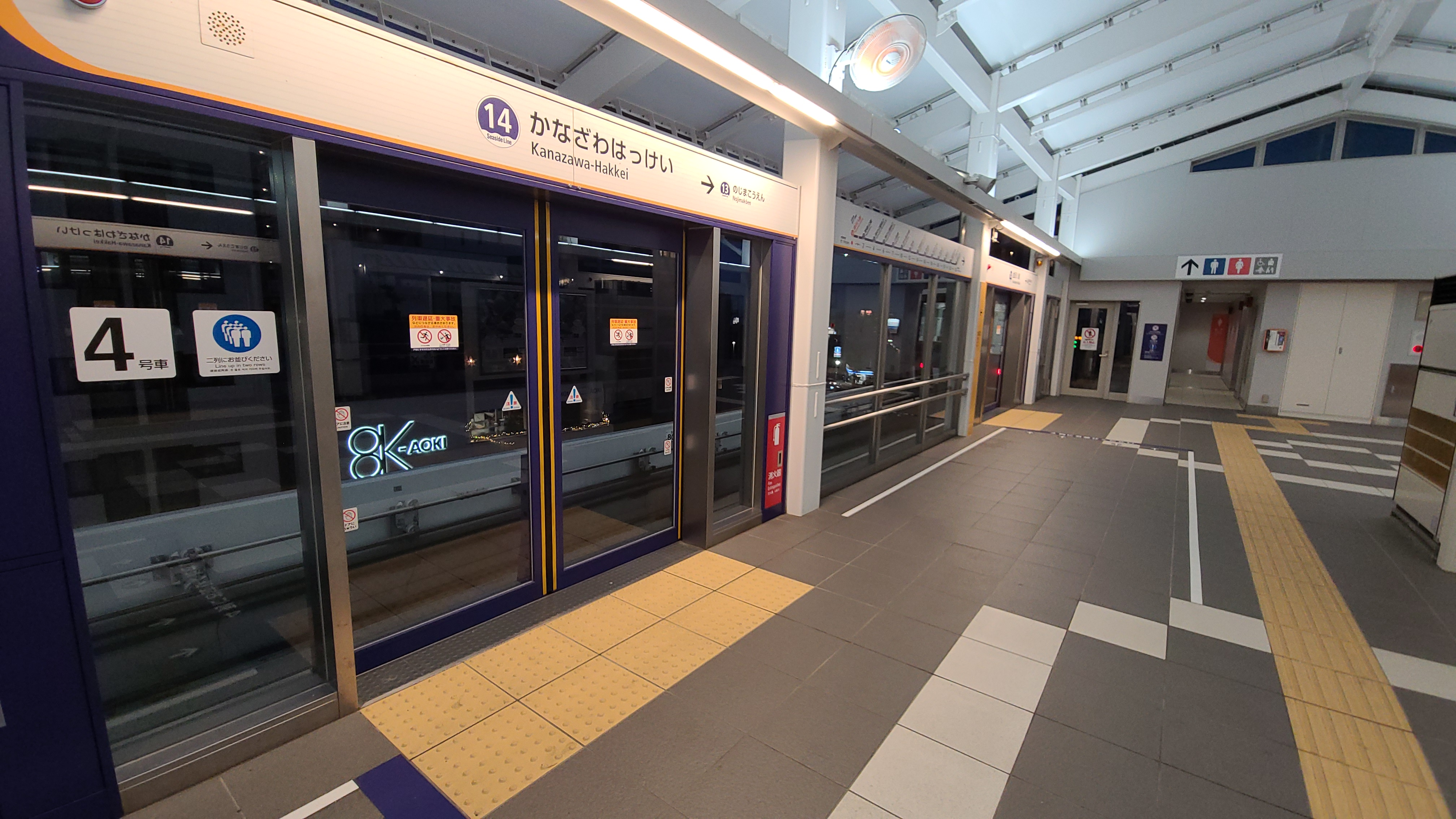
月台閘門（2020年8月）
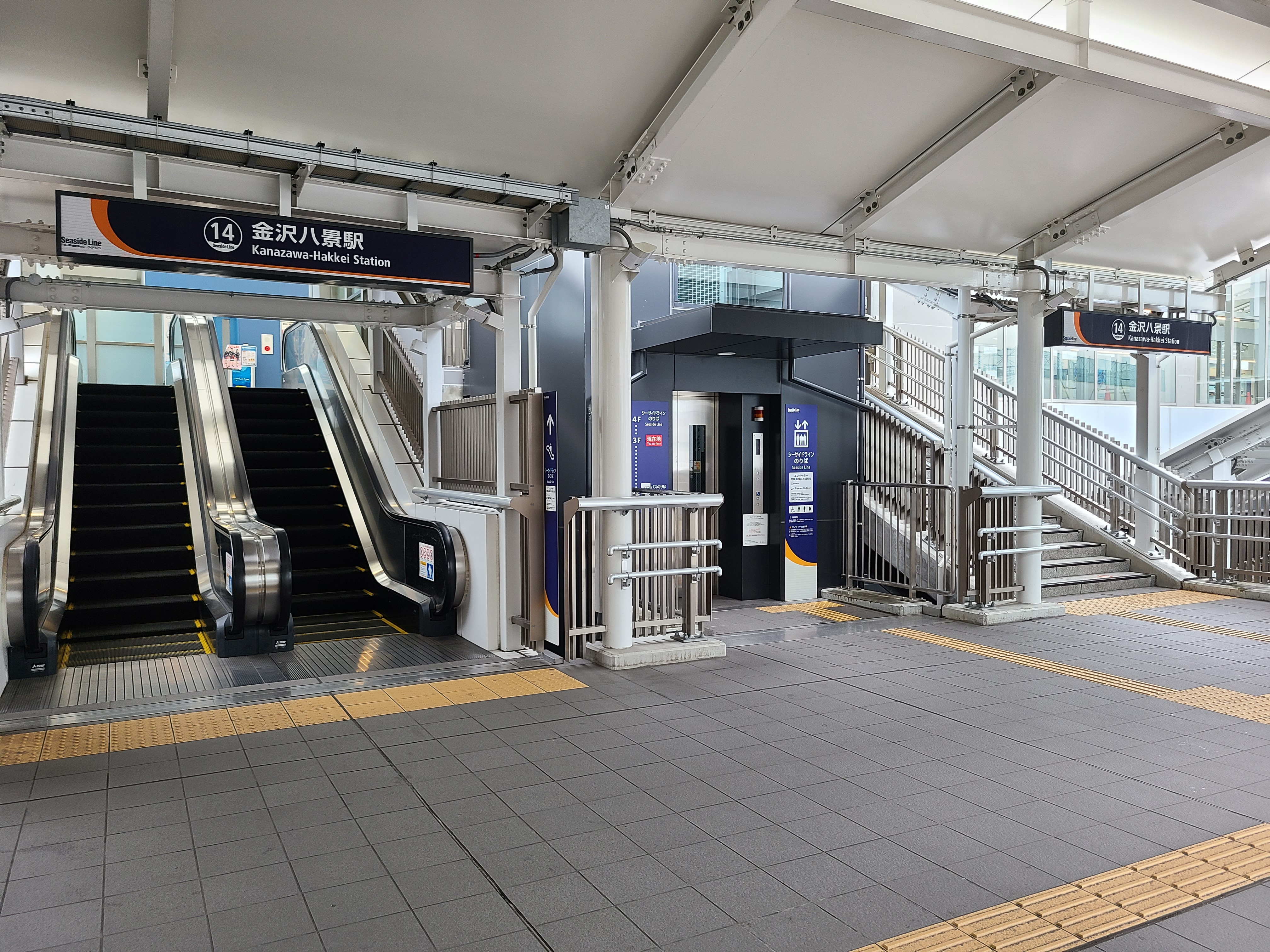
京急側入口（2020年7月）
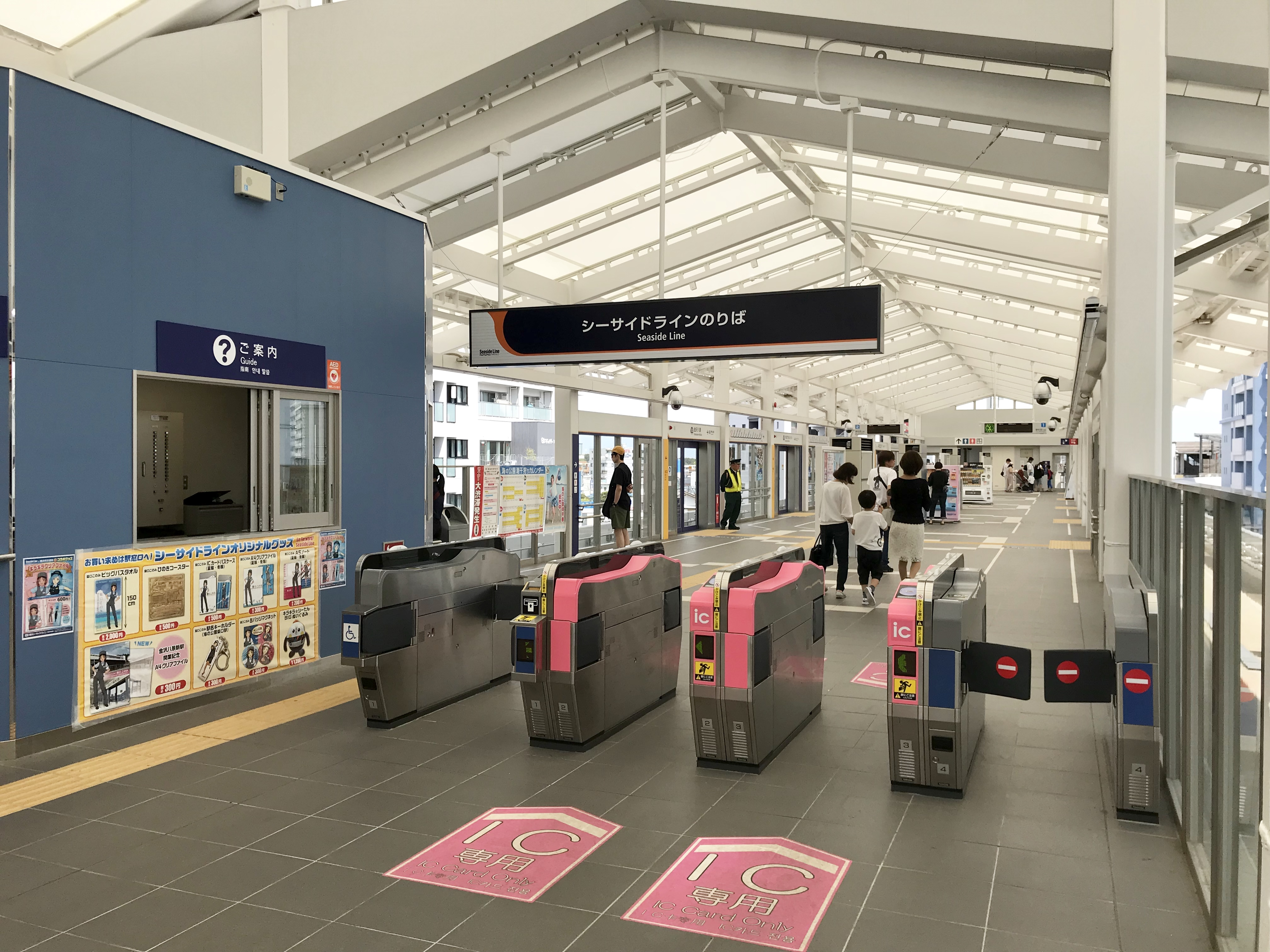
驗票口（2019年5月）

#### 月台配置
| 月台 | 路線       | 方向 | 目的地               | 備註 |
| ---- | ---------- | ---- | -------------------- | ---- |
| 1・2 | 金澤海岸線 | 上行 | 並木中央、新杉田方向 |      |

## 使用情況
- 京濱急行電鐵 - 2016年度1日平均上下車人次為57,950人[利用客数 1]。
京急線全部72個車站當中次於京急蒲田站排行第9位。
- 橫濱新都市交通 - 2016年度1日平均上下車人次為14,957人[* 1]。
該公司當中僅次於新杉田站排行第2位。

### 各年度1日平均上下車人次
近年1日平均上下車人次如下表。
| 年度               | 京濱急行電鐵       | 京濱急行電鐵 | 橫濱新都市交通     | 橫濱新都市交通 |
| 年度               | 1日平均 上下車人次 | 增長率       | 1日平均 上下車人次 | 增長率         |
| ------------------ | ------------------ | ------------ | ------------------ | -------------- |
| 2000年（平成12年） | 54,902             |              |                    |                |
| 2001年（平成13年） | 53,521             | -2.5%        |                    |                |
| 2002年（平成14年） | 52,496             | -1.9%        |                    |                |
| 2003年（平成15年） | 52,343             | -0.3%        |                    |                |
| 2004年（平成16年） | 52,324             | 0.0%         |                    |                |
| 2005年（平成17年） | 52,205             | -0.2%        |                    |                |
| 2006年（平成18年） | 52,679             | 0.9%         |                    |                |
| 2007年（平成19年） | 54,392             | 3.3%         |                    |                |
| 2008年（平成20年） | 54,173             | -0.4%        |                    |                |
| 2009年（平成21年） | 53,311             | -1.6%        | 13,747             |                |
| 2010年（平成22年） | 53,907             | 1.1%         | 13,104             | -4.7%          |
| 2011年（平成23年） | 54,374             | 0.9%         | 12,919             | -1.4%          |
| 2012年（平成24年） | 55,064             | 1.3%         | 13,432             | 4.0%           |
| 2013年（平成25年） | 56,963             | 3.4%         | 14,021             | 4.4%           |
| 2014年（平成26年） | 55,971             | -1.7%        | 14,199             | 1.3%           |
| 2015年（平成27年） | 57,353             | 2.5%         | 14,855             | 4.6%           |
| 2016年（平成28年） | 57,950             | 1.0%         | 14,957             | 0.7%           |

### 各年度1日平均上車人次
近年1日平均上車人次如下表。
| 年度               | 京濱急行電鐵 | 橫濱新都市交通 | 來源                |
| ------------------ | ------------ | -------------- | ------------------- |
| 1980年（昭和55年） | 26,575       |                |                     |
| 1981年（昭和56年） | 26,353       |                |                     |
| 1982年（昭和57年） | 25,951       |                |                     |
| 1983年（昭和58年） | 25,869       |                |                     |
| 1984年（昭和59年） | 26,044       |                |                     |
| 1985年（昭和60年） | 26,236       |                |                     |
| 1986年（昭和61年） | 26,192       |                |                     |
| 1987年（昭和62年） | 25,751       |                |                     |
| 1988年（昭和63年） | 26,523       |                |                     |
| 1989年（平成元年） | 28,068       |                |                     |
| 1990年（平成02年） | 29,444       |                |                     |
| 1991年（平成03年） | 30,798       |                |                     |
| 1992年（平成04年） | 30,822       | 6,279          |                     |
| 1993年（平成05年） | 33,068       | 9,618          |                     |
| 1994年（平成06年） | 32,458       | 8,608          |                     |
| 1995年（平成07年） | 32,004       | 7,577          | [ 神奈川県統計 1 ]  |
| 1996年（平成08年） | 30,890       | 7,213          |                     |
| 1997年（平成09年） | 29,546       | 6,881          |                     |
| 1998年（平成10年） | 29,321       | 7,055          | [ 神奈川県統計 2 ]  |
| 1999年（平成11年） | 28,024       | 6,568          | [ 神奈川県統計 3 ]  |
| 2000年（平成12年） | 27,182       | 6,316          | [ 神奈川県統計 3 ]  |
| 2001年（平成13年） | 26,526       | 6,140          | [ 神奈川県統計 4 ]  |
| 2002年（平成14年） | 25,973       | 6,139          | [ 神奈川県統計 5 ]  |
| 2003年（平成15年） | 25,943       | 6,247          | [ 神奈川県統計 6 ]  |
| 2004年（平成16年） | 26,026       | 6,523          | [ 神奈川県統計 7 ]  |
| 2005年（平成17年） | 25,960       | 5,970          | [ 神奈川県統計 8 ]  |
| 2006年（平成18年） | 25,975       | 6,068          | [ 神奈川県統計 9 ]  |
| 2007年（平成19年） | 26,836       | 7,125          | [ 神奈川県統計 10 ] |
| 2008年（平成20年） | 26,862       | 7,380          | [ 神奈川県統計 11 ] |
| 2009年（平成21年） | 26,441       | 7,075          | [ 神奈川県統計 12 ] |
| 2010年（平成22年） | 26,748       | 6,724          | [ 神奈川県統計 13 ] |
| 2011年（平成23年） | 26,947       | 6,615          | [ 神奈川県統計 14 ] |
| 2012年（平成24年） | 27,364       | 6,851          | [ 神奈川県統計 15 ] |
| 2013年（平成25年） | 28,288       | 7,133          | [ 神奈川県統計 16 ] |
| 2014年（平成26年） | 27,827       | 7,227          | [ 神奈川県統計 17 ] |
| 2015年（平成27年） | 28,441       | 7,558          | [ 神奈川県統計 18 ] |
| 2016年（平成28年） | 28,795       | 7,614          |                     |

## 車站周邊
- 國道16號
- 瀨戶神社（日语：瀬戸神社）
- 琵琶島神社（日语：琵琶島神社）
- 六浦陣屋（日语：六浦陣屋）跡 - 遺跡有部分在車站用地內。
- 三井住友銀行
- 橫濱市立大學金澤八景校區
- 關東學院大學金澤八景校區
- 橫濱市立金澤高等學校（日语：横浜市立金沢高等学校）
- 橫濱創學館高等學校（日语：横浜創学館高等学校） - 步行約15分。
- 綜合車輛製作所本社、橫濱事業所
- Tateyama Advance橫濱工廠
- 永旺金澤八景店（日语：イオン金沢八景店）
- 京急Sunny Mart（日语：京急サニーマート）
- 橫濱市立金澤地區中心、金澤圖書館
- 金澤區綜合廳舍
  - 金澤區役所
  - 橫濱市金澤消防署
  - 金澤公會堂
- 神奈川縣金澤警察署（日语：金沢警察署）
- 橫濱金澤郵便局（日语：横浜金沢郵便局）
  - 郵貯銀行橫濱金澤店
- 橫濱金澤八景郵便局

### 巴士路線
此地可搭乘京濱急行巴士與神奈川中央交通的路線巴士。巴士路線除了往周邊住宅區外，還有往磯子站與大船站、鎌倉站的路線。
京急站前的巴士總站是臨時站。另外步行數分鐘的國道16號上有「金澤八景」巴士站。除關東學院循環路線外，其他路線都停靠站前總站，但神奈川中央交通的路線不停站前總站。
金澤八景站（臨時站）
- 追20、八20、八21：追濱站、大道中學学校、三信住宅方向
- 鎌24：朝比奈、鎌倉靈園、鎌倉站方向
- 八8：關東學院大學方向

金澤八景
- 文5：東急車輛、金澤文庫站方向
- 文6：白山道、金澤文庫站方向
- 4：金澤文庫、杉田、磯子站方向
- 4：追濱站、追濱車庫方向
- 船08：朝比奈、本鄉車庫、大船站方向
- 金24、金25、金26、金28：朝比奈、庄戶、上鄉Neopolis方向

## 相鄰車站
京濱急行電鐵
 本線
□早晨翼號
通過
□京急翼號
金澤文庫（KK49） → 金澤八景（KK50） → 橫須賀中央（KK59）
■快特
金澤文庫（KK49）－金澤八景（KK50）－橫須賀中央（KK59）
■特急（金澤文庫站以北為快特）、■特急、■普通
金澤文庫（KK49）－金澤八景（KK50）－追濱（KK54）
 逗子線
■特急、■機場急行、■普通
金澤文庫（KK49）（本線）－金澤八景（KK50）－六浦（KK51）
 橫濱海岸線
 金澤海岸線
野島公園（13）－金澤八景（14）

## 外部連結
- 金澤八景站（各站資訊） - 京濱急行電鐵
- 金澤八景站的導覽／時刻表 | 海岸線 （页面存档备份，存于）